# Flash szupresszió
A flash szupresszió a vizuális percepció egyik jelensége, amikor az egyik szembe vetített jól látható képet elnyomja a másik szembe vetített kép felvillanása. A segítségével vizsgálhatjuk a tudatos és nem tudatos vizuális feldolgozás mechanizmusát. Összefügg az utómaszkolás (backward masking), a binokuláris versengés (binocular rivalry), a mozgás indukálta vakság (motion induced blindness) és a mozgás indukálta interokuláris szupresszió (motion induced interocular suppression) jelenségekkel.

## Módszer
Először az egyik szembe kb. 1 másodpercig vetítenek egy képet, amíg a másik szemnek egy sötét hátteret mutatnak. Majd a másik szemnek felvillantanak egy másik képet ugyanabba a pozícióba, ahol az első szemnek vetített kép látható. Ennek hatására a személy eközben nem észleli az első szemére vetített képet. Ha a bemutatás sorrendjét megváltoztatjuk, az észlelés sorrendje is megváltozik.

## Kapcsolata a binokuláris versengéssel (binocular rivalry)
A flash szupressziót a két szembe érkező inger közötti konfliktus okozza. Ha ez a konfliktus egyszerre bemutatott képek között lép fel, binokuláris versengésről beszélünk. A hasonlóságok ellenére, a neuronális háttérben különbségek mutathatóak ki. Pl. a flash szupresszió mélysége/erőssége legalább 10-szer nagyobb, mint a binokuláris versengésé.
A binokuláris versengés szimultán történik, míg a flash szupresszió versengése időben elkülöníthető. A flash szupresszió lehetővé teszi, hogy mutassunk valakinek egy képet anélkül, hogy tudatosítaná. Ehhez azonban szükség van hozzá egy kitörlendő képre, amit felvillantunk, mielőtt az új képet bemutatjuk.

## Folytonos flash szupresszió (Continouos flash suppression, CFS)
Az egyik szemnek egy kis, fixált képet mutatunk (pl. egy fekete-fehér arcot), ezt teljesen elnyomja a másik szemre érkező folyamatosan felvillanó képsorozat (pl. színes tájképek 0,1 másodperces villanásokkal.) 
A CFS a binokuláris versengéshez képest kontrolláltan megjelenik minden egyes ingernél, az utómaszkoláshoz képest hosszabb ideig, és egy látógödörre vetített képnél is működik, amik általában ellenállnak a vizuális illúzióknak. A nem tudatos feldolgozás mérésére jól használható.

## Általános flash szupresszió (Generalized flash supression, GFS)
A vizuális szupresszió eléréséhez nem feltétlenül szükséges a két szem közötti konfliktus. Wilke, Logothetis és Leopold (2003) kísérlete kimutatta, hogy minden vizuális inger lehet láthatatlan, ha egy ideig a látógödrön kívül látjuk, és egy hozzá közel vetített zavaró második inger követi.
A korai vizuális kéreg neuronális aktivitása nem kapcsolódik be az észlelésbe GFS esetén, a hatás vélhetőleg a magasabbrendű látókéregben érvényesül.
Az inger által kiváltott változások nem jelennek meg az eseményhez kiváltott potenciálokon, amiből az következik, hogy a flash szupresszió alatt történő elnyomás az agy nagy részében megjelenik.